# Таллес
Таллес (порт. Thalles, 18 травня 1995, Сан-Гонсалу — 22 червня 2019, Сан-Гонсалу) — бразильський футболіст, що грав на позиції нападника.

## Клубна кар'єра
Народився 18 травня 1995 року в місті Сан-Гонсалу. Вихованець футбольної школи клубу «Васко да Гама». Дорослу футбольну кар'єру розпочав 2013 року в основній команді того ж клубу, в якій провів п'ять сезонів, взявши участь у 83 матчах чемпіонату. Більшість часу, проведеного у складі «Васко да Гама», був основним гравцем атакувальної ланки команди і двічі, у 2015 та 2016 роках виграв з клубом Лігу Каріока
Протягом сезону 2018 року захищав на правах оренди кольори японського клубу «Альбірекс Ніїгата», а у 2019, також в оренді, виступав за бразильський клуб «Понте-Прета». 22 червня 2019 року Таллес загинув в аварії на мотоциклі в Сан-Гонсалу.

## Виступи за збірну
У 2014 році у складі молодіжної збірної Бразилії Талес виграв турнір у Тулоні. Він взяв участь у чотирьох матчах і в іграх проти Південної Кореї та Франції забив по голу.
Наступного року взяв участь з командою у молодіжному чемпіонаті Південної Америки в Уругваї, на якому зіграв у 8 матчах і забив 3 голи, посівши 4 місце.

## Досягнення
- Переможець Ліги Каріока: 2015, 2016